# Río Adagum
El río Adagum (del ruso: Адагум) es un río del krai de Krasnodar, en Rusia, afluente por la izquierda del Kubán. 
Nace en las laderas septentrionales de la cordillera Markotjskogo. Régimen de alimentación mixto, con predominio de la lluvia. Tiene una longitud de 66. Pese a experimentar grandes crecidas en la época de deshielo (para controlarlas se construyó el embalse Varnavinskoye), hay años que incluso se seca en verano. Sus principales afluentes son el Kudako, Psebeps, el Gechepsin, el Sujói Aushedz, el Jobza y el río Abín. 